# Sheldon (Vermont)
Sheldon ist eine Town im Franklin County des Bundesstaates Vermont in den Vereinigten Staaten mit 2.136 Einwohnern (laut Volkszählung 2020).

## Geografie

### Geografische Lage
Sheldon liegt im Norden des Franklin Countys, nahe der Grenze zu Kanada, etwa 20 Kilometer östlich des Lake Champlain in den Green Mountains. Der Missisquoi River flißt in westlicher Richtung durch die Town, aus Richtung Süden mündet der Black Creek in den Missisquoi River. Einige kleine Bäche durchziehen zusätzlich die Town. Es gibt nur wenige, kleine Seen. Die Oberfläche ist leicht hügelig, die höchste Erhebung ist der 271 m hohe Sheldon Hill

### Nachbargemeinden
Alle Entfernungen sind als Luftlinien zwischen den offiziellen Koordinaten der Orte aus der Volkszählung 2010 angegeben.
- Nordosten: Franklin, 9,5 km
- Osten: Enosburgh, 19,0 km
- Süden: Fairfield, 3,0 km
- Westen: Swanton, 21,4 km
- Nordwesten: Highgate, 15,6 km

### Stadtgliederung
Sheldon besteht aus mehreren Siedlungskernen:Sheldon, Sheldon Junction, Sheldon Springs, East Sheldon sowie einige kleinere Ortsteile, die meistenteils entlang dem Missisquoi River liegen.

### Klima
Die mittlere Durchschnittstemperatur in Sheldon liegt zwischen −9,44 °C (15 °Fahrenheit) im Januar und 20,6 °C (69 °Fahrenheit) im Juli. Damit ist der Ort gegenüber dem langjährigen Mittel der USA um etwa 9 Grad kühler. Die Schneefälle zwischen Mitte Oktober und Mitte Mai liegen mit mehr als zwei Metern etwa doppelt so hoch wie die mittlere Schneehöhe in den USA. Die tägliche Sonnenscheindauer liegt am unteren Rand des Wertespektrums der USA, zwischen September und Mitte Dezember sogar deutlich darunter.

## Geschichte
Den Grant für Sheldon bekam am 18. August 1763 im Rahmen der New Hampshire Grants Samuel Hungerford sowie weitere Landspekulanten. Nach Hungerford wurde die Town zunächst Huberford genannt. Hungerford verkaufte seinen Anteil an einen anderen Spekulanten namens Field. Dieser kaufte noch weitere Anteile auf und verkaufte alle Anteile an Colonel Elisha Sheldon aus Salisbury, Connecticut, einem Veteranen des Amerikanischen Unabhängigkeitskrieges. Colonel Sheldon und seine Söhne Elisha Junior, George und Samuel zogen etwa 1789 nach Vermont, weitere Siedler folgten und die Town wurde 1792 in Sheldon umbenannt.
Die Sheldons waren in der Politik der Town und des Bundesstaates aktiv. Colonel Sheldon und Elisha Sheldon wurden auf der konstituierenden Versammlung der Town zu Selectmen gewählt und Samuel Sheldon zum Town Clerk und später zum Justice of Peace, außerdem Abgeordneter im Repräsentantenhaus von Vermont.
Eine Eisenbahnhaltestelle in Olmstead Falls, seit 1884 bekannt als Sheldon Springs, wurde zu einem Touristenort. Nachdem das bedeutendste Hotel durch einen Brand, der durch einen verärgerten Angestellten gelegt worden war, zerstört worden war, ging der Tourismus zurück.

### Religion
Vor Ort sind drei religiöse Gruppen vertreten: die Episkopalen, die Methodisten sowie eine römisch-katholische Kirche.

### Einwohnerentwicklung
| Volkszählungsergebnisse – Town of Sheldon, Vermont | Volkszählungsergebnisse – Town of Sheldon, Vermont | Volkszählungsergebnisse – Town of Sheldon, Vermont | Volkszählungsergebnisse – Town of Sheldon, Vermont | Volkszählungsergebnisse – Town of Sheldon, Vermont | Volkszählungsergebnisse – Town of Sheldon, Vermont | Volkszählungsergebnisse – Town of Sheldon, Vermont | Volkszählungsergebnisse – Town of Sheldon, Vermont | Volkszählungsergebnisse – Town of Sheldon, Vermont | Volkszählungsergebnisse – Town of Sheldon, Vermont | Volkszählungsergebnisse – Town of Sheldon, Vermont |
| Jahr                                               | 1700                                               | 1710                                               | 1720                                               | 1730                                               | 1740                                               | 1750                                               | 1760                                               | 1770                                               | 1780                                               | 1790                                               |
| -------------------------------------------------- | -------------------------------------------------- | -------------------------------------------------- | -------------------------------------------------- | -------------------------------------------------- | -------------------------------------------------- | -------------------------------------------------- | -------------------------------------------------- | -------------------------------------------------- | -------------------------------------------------- | -------------------------------------------------- |
| Einwohner                                          |                                                    |                                                    |                                                    |                                                    |                                                    |                                                    |                                                    |                                                    |                                                    | 40                                                 |
| Jahr                                               | 1800                                               | 1810                                               | 1820                                               | 1830                                               | 1840                                               | 1850                                               | 1860                                               | 1870                                               | 1880                                               | 1890                                               |
| Einwohner                                          | 408                                                | 883                                                | 927                                                | 1.427                                              | 1.734                                              | 1.814                                              | 1.655                                              | 1.697                                              | 1.529                                              | 1.365                                              |
| Jahr                                               | 1900                                               | 1910                                               | 1920                                               | 1930                                               | 1940                                               | 1950                                               | 1960                                               | 1970                                               | 1980                                               | 1990                                               |
| Einwohner                                          | 1.341                                              | 1.246                                              | 1.473                                              | 1.563                                              | 1.471                                              | 1.352                                              | 1.281                                              | 1.481                                              | 1.618                                              | 1.748                                              |
| Jahr                                               | 2000                                               | 2010                                               | 2020                                               | 2030                                               | 2040                                               | 2050                                               | 2060                                               | 2070                                               | 2080                                               | 2090                                               |
| Einwohner                                          | 1.990                                              | 2.190                                              | 2.136                                              |                                                    |                                                    |                                                    |                                                    |                                                    |                                                    |                                                    |

## Wirtschaft und Infrastruktur

### Verkehr

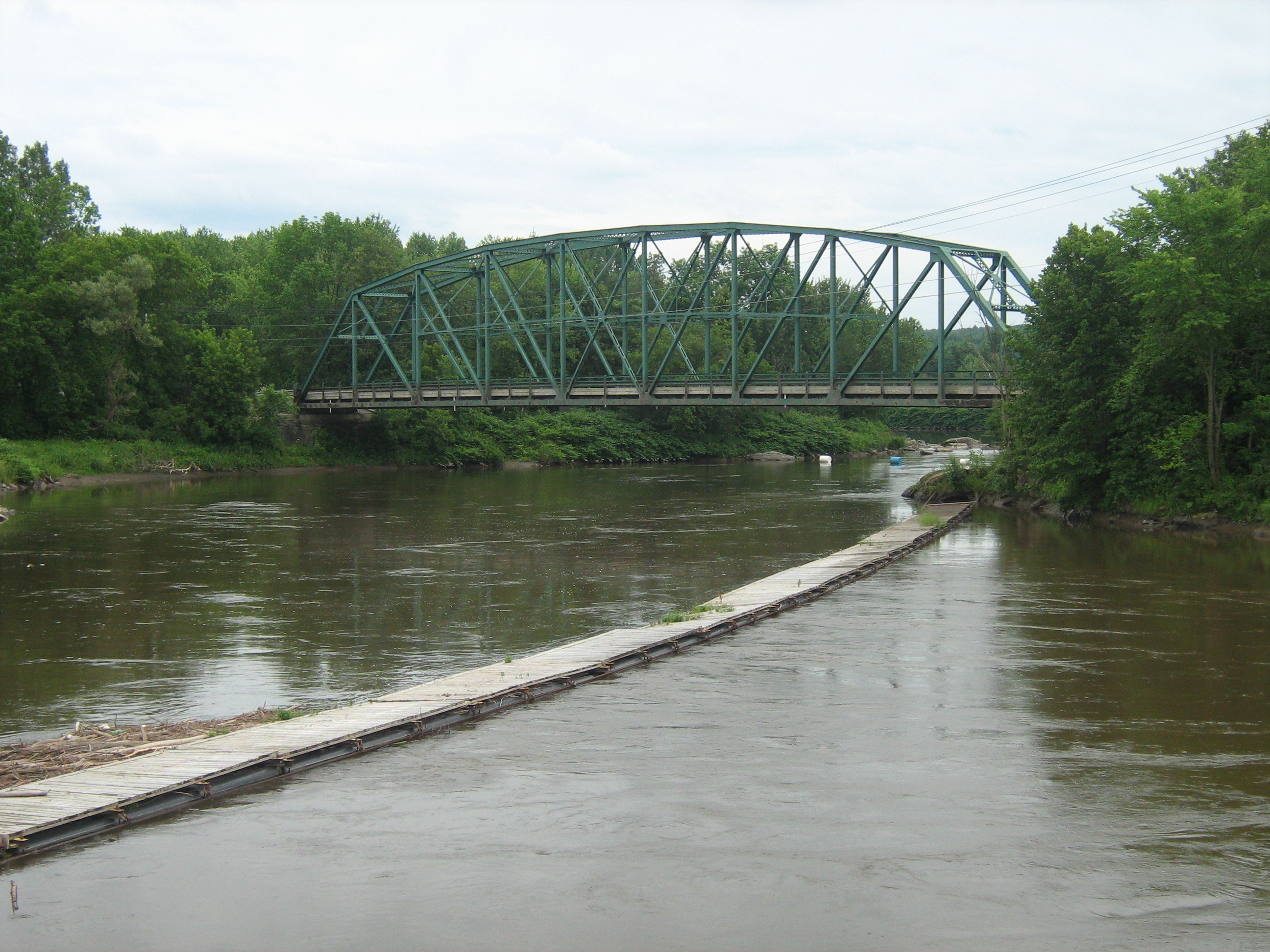
Brücke in Shelden
gelistet im National Register of Historic Places

Die Vermont Route 105 verläuft in westöstlicher Richtung von Swanton im Westen nach Enosburgh im Osten. Sie folgt dem Verlauf des Missisqoui Rivers. Von ihr zweigen jeweils in nördlicher Richtung die Vermont Route 78 nach Highgate, die Vermont Route 120 nach Franklin und die Vermont Route 236 nach East Franklin ab.

### Öffentliche Einrichtungen
Das Northwestern Medical Center in St. Albans ist das nächstgelegene Krankenhaus für die Bewohner der Town.

### Bildung
Sheldon gehört mit Franklin, Highgate und Swanton zur Franklin Northwest Supervisory Union. Die Sheldon Elementary School bietet für mehr als 350 Kinder Schulklassen vom Pre-Kindergarten bis zum achten Schuljahr.
Die Sheldon Municipal Library befindet sich an der Main Street in Sheldon.

## Persönlichkeiten

### Söhne und Töchter der Stadt
- Lorenzo A. Babcock (1837–1864), Politiker und Attorney General des Minnesota Territorys
- Heber C. Kimball (1801–1886), Apostel der Kirche Jesu Christi der Heiligen der Letzten Tage

### Persönlichkeiten, die vor Ort gewirkt haben
- Stephen Royce (1787–1868), Politiker und Gouverneur Vermonts; Lehrer und Rechtsanwalt in Sheldon